# Площади Москвы
Площади Москвы — исторически расположены на месте проездных башен линий укреплений Китай-города, Белого города и Земляного города, а также на месте торжищ. Некоторые пространственные зоны города, имеющие очевидный характер площади официально такого статуса не имеют, равно как и скверы.
Особое значение в пространстве города  играют Центральные площади, состоящие из цепочки площадей вокруг центральных районов Москвы — Московского Кремля и Китай-города. Эти площади и соединяющие их проспекты образуют собой внутреннюю кольцевую автодорогу Москвы, открытую для постоянного уличного движения. Названия центральных площадей Москвы часто менялись по политическим причинам и в результате реконструкции, другие же из этих площадей на самом деле являются городскими улицами (Старая площадь, Новая площадь). Некоторые участки также имеют форму и размер площадей, но не имеют собственных имён. Аналогично им устроены площади Бульварного и Садового кольца.

## Перечень
Этот перечень содержит центральные площади Москвы с прилегающими к ним проспектами, по часовой стрелке от Большого  Каменного Моста:
- Боровицкая площадь
  - Манежная улица (внутреннее кольцо, закрыта для проезда) и Моховая улица (внешнее кольцо)
- Сапожковая площадь
- Манежная площадь
  - Охотный Ряд
- Площадь Революции (внутреннее кольцо) и Театральная площадь (внешнее кольцо)
  - Театральный проезд
- Лубянская площадь
  - Новая площадь (внутреннее кольцо) и Лубянский проезд (внешнее кольцо)
- Ильинские ворота
  - Старая площадь (внутреннее кольцо, закрыта для проезда), Китайгородский проезд (внутреннее кольцо) и Лубянский проезд (внешнее кольцо)
- Славянская площадь
- Площадь Варварские Ворота
  - Китайгородский проезд

### Площади в пределах Бульварного кольца
Площади вдоль бульварного кольца, образованные на месте проездных башен стен Белого города :
- Площадь Пречистенские Ворота
- Арбатская площадь
- Площадь Никитские Ворота
- Пушкинская площадь
- Площадь Петровские Ворота
- Трубная площадь
- Площадь Сретенские Ворота
- Тургеневская площадь и Мясницкие Ворота (площадь)
- Площадь Покровские Ворота
- Хохловская площадь
- Площадь Яузские Ворота

Отдельно расположенные площади внутри Белого города:
- Тверская площадь
- Площадь Воровского (Москва)

### Площади Замоскворечья
- Болотная площадь
- Площадь у метро Третьяковская (Климентовская) - официально не имеет статуса площади.

### Площади Садового кольца
- Триумфальная площадь
- Самотёчная площадь
- Садовая-Сухаревская улица
- Малая Сухаревская площадь
- Большая Сухаревская площадь
- Площадь Красные Ворота и Лермонтовская площадь
- Площадь Земляной Вал
- площадь Цезаря Куникова
- площадь Курского Вокзала
- Таганская площадь
- Павелецкая площадь
- Серпуховская площадь
- Калужская площадь
- Крымская площадь
- Зубовская площадь
- Смоленская-Сенная площадь
- Смоленская площадь
- Кудринская площадь

### Площади Камер-Коллежского Вала и в пределах Камер-Коллежского Вала
- Площадь Краснопресненская Застава
- Тишинская площадь
- Грузинская площадь
- Площадь Киевского Вокзала
- Площадь Евразии
- Площадь Дорогомиловская Застава
- Площадь Свободной России
- Площадь Донецкой Народной Республики[2]
- Площадь Луганской Народной Республики
- Миусская площадь
- Площадь Тверская Застава
- Суворовская площадь
- Рижская площадь
- Площадь Академика Доллежаля
- Комсомольская площадь
- Сокольническая площадь
- Площадь Сокольническая Застава
- Преображенская площадь
- Площадь Журавлёва
- Семёновская площадь
- Госпитальная площадь
- Красноказарменная площадь
- Краснокурсантская площадь
- Площадь Проломная Застава
- Лефортовская площадь
- Елоховская площадь
- Площадь Разгуляй
- Спартаковская площадь
- Площадь Рогожская Застава
- Андроньевская площадь
- Площадь Крестьянская Застава
- Крестьянская площадь
- Площадь Абельмановская Застава
- Даниловская площадь
- Площадь Серпуховская Застава
- Зацепская площадь
- Донская площадь
- Площадь Гагарина
- Площадь Новодевичьего Монастыря
- Площадь Савёловского Вокзала

### Между Камер-Коллежским валом и МКЖД
- Площадь Академика Кутафина
- Площадь Зденека Неедлы
- Площадь Расковой
- Площадь Фиделя Кастро
- Песчаная площадь
- Площадь Эрнста Тельмана
- Площадь Космонавта Комарова
- Площадь Ганецкого
- Площадь Шарля де Голля
- Площадь Академика Люльки
- Новоконная площадь
- Автозаводская площадь
- Площадь Валерия Харламова

### От МКЖД до МКАД
- Площадь Туманяна
- Площадь Амилкара Кабрала
- Площадь Белы Куна
- Площадь Викторио Кодовильи
- Измайловская площадь
- Площадь Мазурина
- Площадь Соловецких Юнг
- Вешняковская площадь
- Площадь Композитора Балакирева
- Площадь Славы
- Площадь Академика Вишневского
- Площадь Крестовниковых
- Площадь Академика Басова
- Площадь Академика Келдыша
- Площадь Академика Прохорова
- Площадь Академика Тамма
- Площадь Иосипа Броз Тито
- Площадь Ле Зуана
- Площадь Мартина Лютера Кинга
- Площадь Кима Филби
- Площадь 60-летия СССР
- Площадь Хо Ши Мина
- Севастопольская площадь
- Площадь Академика Петрова
- Площадь Индиры Ганди
- Площадь Защитников Неба
- Площадь Московско-Минской дивизии
- Озёрная площадь
- Площадь Победы
- Площадь Ромена Роллана
- Университетская площадь
- Площадь Академика Вершиловой
- Площадь Академика Курчатова
- Площадь Генерала Жадова
- Площадь Маршала Бабаджаняна
- Тушинская площадь

### За МКАД
- Площадь Колумба
- Крюковская площадь
- Привокзальная площадь
- Центральная площадь (Зеленоград)
- Центральная площадь (Щапово)
- Центральная площадь (Московский)
- Вокзальная площадь (Южное Бутово)
- Вокзальная площадь (Внуково)
- Площадь Верещагина
- Академическая площадь
- Фабричная площадь
- Площадь Мосрентген
- Площадь Туве Янссон